# Sageretia yilinii
Sageretia yilinii là một loài thực vật có hoa trong họ Táo. Loài này được G.S. Fan & S.K. Chen miêu tả khoa học đầu tiên năm 1997.